# 上野の森美術館
上野の森美術館（うえののもりびじゅつかん）は、東京都台東区上野公園にあるフジサンケイグループ傘下の私立美術館である。上野恩賜公園内にある美術館・博物館の中では唯一の私立美術館である。

## 概要
上野公園内の一角、西郷隆盛像の近くにある。日本の美術団体としては最も古い。1879年に設立された公益財団法人日本美術協会が設置する美術館として1972年にフジサンケイグループが開館。六本木の国立新美術館と同様に、常設のコレクションを持たない企画展・特別展専用である。
公募展や、海外の美術館の所蔵品を借り受けての特別展などが随時開催されている。また、1983年より上野の森美術館大賞展を、1994年より第一生命と共催でVOCA展を、毎年開催し、現代美術作家の育成に、努めている。
2008年に開催された「井上雄彦 最後のマンガ展」は入場制限付ながら10万5000人が来場し、美術館における漫画展の先駆けとされる。2012年の「ツタンカーメン展」には115万人が訪れ、上野の森美術館の最高入場者数を更新した。
2018年10月5日から2019年2月3日まで、産経新聞創刊85周年・フジテレビ開局60周年記念事業として「フェルメール展」（東京展）を開催、総入場者数68万3485人の人出を記録した。